# Lopadops nigerrimus
Lopadops nigerrimus är en tvåvingeart som beskrevs av Günther Enderlein 1942. Lopadops nigerrimus ingår i släktet Lopadops och familjen Pyrgotidae. Inga underarter finns listade i Catalogue of Life.